# Scanner 3D
Il Laser a tempo di volo è un dispositivo a scansione usato per analizzare un oggetto reale  e raccogliere dati sulla sua forma e colore.

## Laser a tempo di volo
Il laser a tempo di volo è un dispositivo di scansione attivo che usa la luce laser per misurare le distanze e rilevare morfologie tridimensionali di superfici riflettenti al laser. Alla base di questo tipo di dispositivo vi è un sensore laser a tempo di volo. Il sensore laser calcola la distanza tra lo strumento e una superficie cronometrando con grandissima precisione il tempo di andata e ritorno di un impulso di luce (appunto il tempo di volo). Un diodo laser emette un impulso di luce e lo strumento rileva il tempo intercorrente tra l'emissione dell'impulso e il ritorno sul rilevatore all'interno dello strumento (fotodiodo). 
Poiché la velocità della luce “c” è una costante nota, il tempo di andata e ritorno determina la lunghezza della corsa della luce, che è due volte la distanza fra il dispositivo di scansione e la superficie di riflessione. Se “t” è il tempo di andata e ritorno, quindi la distanza è uguale a (t*c)/2. 
La precisione di un laser a tempo di volo dipende chiaramente dalla precisione con la quale possiamo misurare il tempo t: consideriamo che 3.3 picosecondi è l'intervallo di tempo nel quale la luce percorre 1 millimetro. Il sensore del laser rileva pertanto la distanza della prima superficie riflettente incontrata dal raggio emesso in una specifica direzione. 
Quindi, il laser esplora l'intero campo di visibilità un punto alla volta, cambiando la direzione di osservazione per esplorare punti differenti. 
La direzione del raggio emesso dal laser può essere cambiata ruotando il diodo emettitore, o usando un sistema di specchi di rotazione. 
Il secondo metodo è usato comunemente perché gli specchi sono molto più leggeri e possono essere ruotati così molto più velocemente e con più grande precisione, riducendo le vibrazioni indotte all'intero dispositivo. I laser a tempo di volo possono misurare 10 000~100 000 punti ogni secondo, con precisione variabile da alcuni millimetri ad alcuni centimetri, con distanze dal centro dello strumento di alcune centinaia di metri.